# Francesco Perlini
Pour les articles homonymes, voir Perlini (homonymie).
Francesco Perlini, né en 1961 à San Bonifacio, est un ancien pilote de Rallye-raid italien.

## Biographie
Ce pilote italien est le fils de Roberto Perlini, fondateur en 1957 de l'entreprise de montage de tombereaux des "Camions Perlini" (Perlini S.p.A.), dont il est désormais le PDG avec son frère jumeau Maurizio.

## Palmarès au Rallye-raidParis-Dakar
| Année | Catégorie | Véhicule               | Copilote          | Classement Camions | Classement général |
| 1992  | Camions   | Perlini 105F Red Tiger | Vinante / Albiero | 1er                | 16e                |
| 1993  | Camions   | Perlini 105F Red Tiger | Vinante / Albiero | 1er                | 10e                |